# Біккенін Наїль Барійович
Наїль Барійович Біккенін (20 вересня 1931, місто Казань, тепер Татарстан, Російська Федерація — 20 квітня 2007, місто Москва, Російська Федерація) — радянський і російський державний діяч, філософ, журналіст, головний редактор журналу «Коммунист». Доктор філософських наук, професор, член-кореспондент Академії наук СРСР (РАН) (1987). Член ЦК КПРС у 1990—1991 роках. Депутат Верховної Ради СРСР 11-го скликання (1988—1989). Народний депутат СРСР (1989—1991).

## Життєпис
Народився в родині лікаря.
У 1954 році закінчив філософський факультет Московського державного університету імені Ломоносова.
У 1954—1957 роках — аспірант філософського факультету Московського державного університету імені Ломоносова.
Член КПРС з 1955 року.
У 1957—1958 роках — позаштатний співробітник, у 1958—1963 роках — консультант, заступник завідувача відділу редакції журналу «Вопросы философии».
Одночасно в 1958—1963 роках — викладач кафедри філософії Московського державного університету імені Ломоносова.
У 1963—1966 роках — консультант відділу філософії редакції журналу ЦК КПРС «Коммунист».
У 1966—1972 роках — консультант відділу науки ЦК КПРС, консультант відділу пропаганди ЦК КПРС, у 1972—1983 роках — завідувач сектору відділу пропаганди ЦК КПРС.
У 1983—1985 роках — керівник групи консультантів відділу науки і навчальних закладів ЦК КПРС.
У 1985—1987 роках — заступник завідувача відділу пропаганди ЦК КПРС. Одночасно в 1986—1987 роках — член редакційної колегії журналу ЦК КПРС «Коммунист».
У 1987 — серпні 1991 року — головний редактор журналу ЦК КПРС «Коммунист».
З серпня 1991 року —- головний редактор журналу «Свободная мысль». Працював також головним науковим співробітником Інституту філософії Російської академії наук.
У своїх роботах намагався реалізувати діяльнісний підхід до політичної свідомості, ідеології та культури. Ідеологія сприймається як специфічна форма відображення соціальної дійсності. Проблема співвідношення політичної свідомості, політичної діяльності та моральності — одна з центральних для Біккеніна. Основні напрями наукової діяльності: філософія, аналіз взаємозв'язку ідеології з наукою, культурою, економікою.
Помер 20 квітня 2007 року в Москві. Похований на Кунцевському цвинтарі Москви.

## Основні праці
- «До проблеми співвідношення загальних та специфічних законів розвитку»
- «Суспільство та закони його розвитку»
- «Комунізм та соціально-економічна рівність»
- «Гуманізм комуністів-ленінців»
- "Основи політичних знань" (Москва, 1972)
- «Характер ідеології та тип пропаганди»
- «Марксистсько-ленінське вчення про ідеологію» (Москва, 1976)
- «Роль марксистсько-ленінської ідеології в розвиненому соціалістичному суспільстві»
- «Поглиблення кризи буржуазного суспільства та свідомість інтелігенції»
- «Соціалістична ідеологія» (1978; 4-тє вид. 1983)
- «Пропаганда суспільно-політичної літератури в масових бібліотеках» (Москва, 1980; редактор)
- «Війна - мораль - література»
- «Культура як соціальне явище» (Москва, 1983)
- «Ідеологія та культура» (Москва, 1985)
- «Політична свідомість»
- «Особливості ідеологічної боротьби на світовій арені»
- «Як це було насправді: сцени суспільного та приватного життя» (Москва, 2003)
- «Людина XX сторіччя. Спогади про Н. Б. Біккеніна» (Москва: ГЕОТАР-Медіа, 2011) — глави з мемуарів, які не публікувалися за життя «Як це було насправді»

## Нагороди і звання
- орден Трудового Червоного Прапора
- орден Дружби народів
- орден «Знак Пошани»
- медалі